# Sega RingEdge 2
Sega RingEdge 2 es una placa de arcade creada por Sega destinada a los salones arcade.

## Descripción
El Sega RingEdge 2 fue lanzada por Sega en 2011, y está basada en un PC, al igual que su predecesora.
Posee un procesador Intel Core i3 540 @ 3.0 GHz. y una GPU nVidia Geforce GT545.
En esta placa funcionan 16 títulos.

## Especificaciones técnicas
- Procesador: Intel Core i3 540 @ 3.0 GHz.
- Placa Madre: Intel Q57 Express
- Memoria Ram: 2 GB
- Video: nVidia Geforce GT545
- Audio: Nvidia HiDef Onboard
- HDD:  32 GB TDK GBDISK RS3 SSD

## Lista de videojuegos
- Blade Arcus
- Caladrius AC
- Code of Joker
- Dead Or Alive 5 Ultimate: Arcade
- Dengeki Fighting Climax
- Game Center Love With Pengo!
- Guilty Gear Xrd -SIGN-
- Guilty Gear XX Accent Core Plus R
- Initial D Arcade Stage 7 AA
- Maimai
- Maimai GreeN
- Phantom Breaker: Another Code
- Storm Racer G
- Transformers: Human Alliance
- Under Defeat HD+
- Under Night In-Birth